# Pararhabdophis chapaensis
Pararhabdophis chapaensis är en ormart som beskrevs av Bourret 1934. Pararhabdophis chapaensis är ensam i släktet Pararhabdophis som ingår i familjen snokar. IUCN kategoriserar arten globalt som otillräckligt studerad.
Artens utbredningsområde är Vietnam. Den lever i cirka 1500 meter höga bergstrakter i landets norra del. Regionen är täckt av skog. Ormen har antagligen bra simförmåga. Den hittas bland annat i Hoang Lien nationalpark. Pararhabdophis chapaensis är med en längd av 75 till 150 cm en medelstor orm.
Inga underarter finns listade i Catalogue of Life.